# 安托法加斯塔德拉謝拉

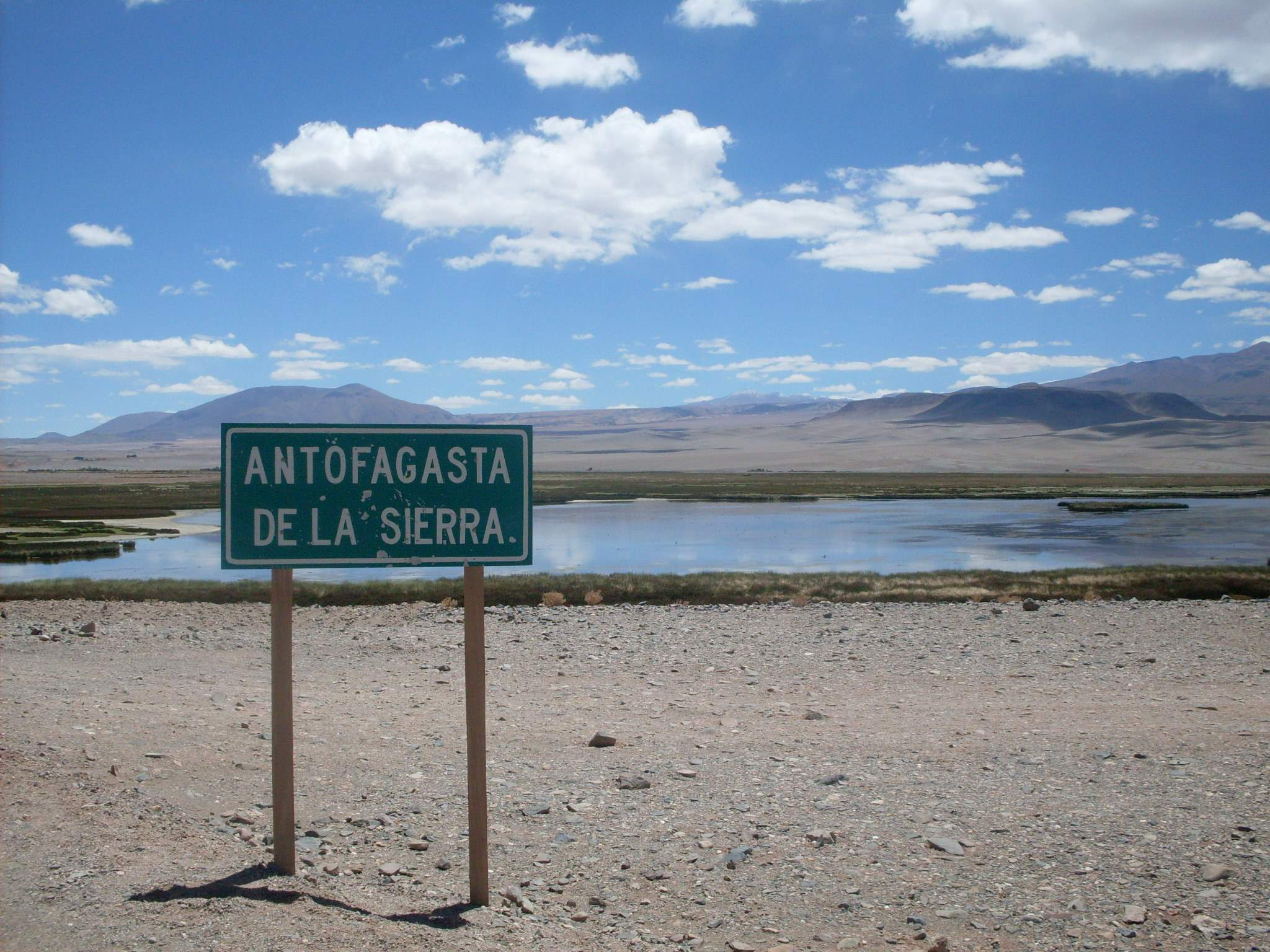
安托法加斯塔德拉謝拉

26°4′S 67°25′W / 26.067°S 67.417°W
安托法加斯塔德拉謝拉（西班牙語：Antofagasta de la Sierra），是阿根廷的城鎮，位於該國東北部卡塔馬卡省，是安托法加斯塔德拉謝拉縣的首府，海拔高度3,320米，居民主要從事農業，2001年人口667。